# 41e brigade d'infanterie (Empire allemand)
Pour les articles homonymes, voir 41e brigade.
La 41e brigade d'infanterie est une grande unité de l'armée prussienne.

## Histoire
Le 41e brigade d'infanterie est créée à Mayence le 11 octobre 1866 après la guerre austro-prussienne et y est basée jusqu'à sa dissolution le 5 mars 1915. Elle fait partie, avec la 42e brigade d'infanterie, de la 21e division d'infanterie qui, jusqu'en 1899, est rattachée au 11e corps d'armée à Cassel et au 18e corps d'armée à partir de cette date.

### Unités subordonnées
- 1867 34e régiment de fusiliers, 80e régiment de fusiliers, bataillon de Landwehr de Weilbourg, bataillon de Landwehr de Wiesbaden
- 1868–1869 34e régiment de fusiliers, 80e régiment de fusiliers, 87e régiment de Landwehr de Nassau, 88e régiment de Landwehr de Nassau
- 1871-1889 87e régiment de Landwehr de Nassau, 88e régiment de Landwehr de Nassau

Avec l'Ordre de Bataille, le 34e régiment de fusiliers est censé appartenir à la brigade, mais est envoyé à Rastatt. Le 87e régiment d'infanterie (de) vient le remplacer.
- 1889-1915 87e régiment d'infanterie (de) et 88e régiment d'infanterie

### Guerre franco-prussienne
Dans la guerre franco-prussienne de 1870/1871, la 41e brigade d'infanterie sous le commandement d'Hermann von Koblinski, et la 42e brigade d'infanterie sous celui du major général Hugo von Thile

### Première Guerre mondiale
Avec la mobilisation du 2 août 1914, la brigade doit créer le 41e bataillon de remplacement de brigade.

### Commandants de la brigade
| Bom                                | Date                                |
| ---------------------------------- | ----------------------------------- |
| Hans von Schachtmeyer              | 30 octobre 1866 au 17 juillet 1870  |
| Hermann von Koblinski              | 18 juillet 1870 au 2 juin 1871      |
| Wilhelm Friedrich von Woyna        | 3 juin 1871 au 15 octobre 1873      |
| Ewald Christian Leopold von Kleist | 16 octobre 1873 au 2 février 1880   |
| Albert von Rauch                   | 3 février 1880 au 3 septembre 1884  |
| Wilhelm von Scherff (de)           | 4 septembre 1884 au 11 juillet 1888 |
| Friedrich von Strantz (de)         | 12 juillet 1888 au 17 novembre 1890 |
| Bruno Rogge                        | 18 novembre 18890 au 17 juin 1892   |
| Friedrich von Gersdorff (de)       | 18 juin 1892 au 20 avril 1894       |
| Carl von Bardeleben                | 21 avril 1894 au 16 juin 1897       |
| August Dühring                     | 17 juin 1897 au 1er août 1900       |
| Adolph Tecklenburg                 | 2 août 1900 au 17 décembre 1901     |
| Paul von Bredow                    | 18 décembre 1901 au 23 avril 1904   |
| Ernst Kuntze                       | 24 avril 1904 au 16 mai 1907        |
| Richard von Süßkind-Schwendi       | 17 mai 1907 au 3 juillet 1910       |
| Johannes Riedel                    | 4 juillet 1910 au 31 mars 1913      |
| Adolf von der Esch                 | 1er avril 1913 au 20 octobre 1914   |
| Hermann von Bassewitz              | 21 octobre 1914 au 7 novembre 1914  |
| Richard Münter                     | 8 novembre 1914 au 5 mars 1915      |